# Hydroterapia

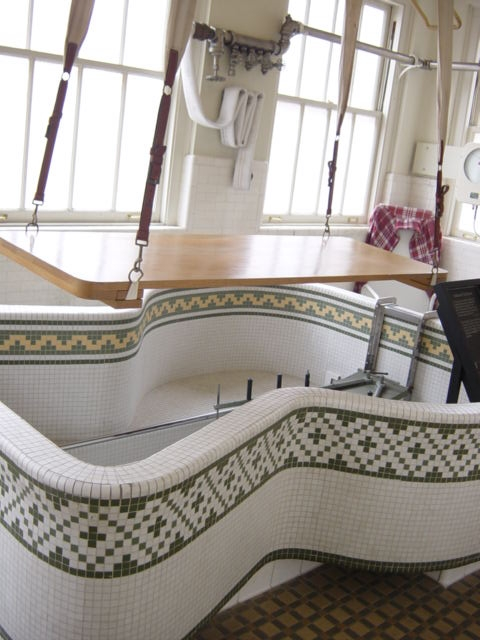
Wanna Hubbarda z drewnianym wyciągiem dla pacjentów

Hydroterapia, dział fizjoterapii, inaczej wodolecznictwo, akwaterapia (łac. aqua = woda) – metoda leczenia bodźcowego polegająca na zewnętrznym stosowaniu wody o różnych stanach skupienia: ciekłej, stałej lub gazowej. Podstawę leczniczego działania stanowi odpowiednia temperatura lub ciśnienie wody użytej odpowiednio do danej terapii.

## Rys historyczny
Hydroterapia stanowi jedną z najstarszych metod fizykoterapii. Była znana w starożytnych Indiach, gdzie odkryto najstarsze kąpieliska lecznicze, a także w Egipcie, gdzie członkowie rodziny królewskiej zażywali kąpieli w specjalnych basenach w wodzie z dodatkiem olejków i kwiatów. Stosowana była w Chinach i Japonii (woda wzbogacana minerałami), a w Europie miała szerokie zastosowanie w rzymskich łaźniach. Zapomniana w średniowieczu, została na nowo odkryta w XVIII i XIX wieku. Stosowali ją J.S. Hahn (1696–1773), Vincenz Priessnitz, Oertel (1764–1850) czy J.H. Rausse (1805–1848). Na ich doświadczeniach bazował ksiądz Sebastian Kneipp, który rozwinął i usystematyzował zabiegi hydroterapeutyczne wykorzystywane w owym czasie przez lekarzy.

## Zastosowanie
Hydroterapia wpływa korzystnie na przemianę materii, układ krążenia, układ nerwowy oraz wiele innych narządów organizmu. Działa również uspokajająco, łagodzi bóle spowodowane urazami sportowymi, czy artretyzmem.

## Podział
Zabiegi lecznicze możemy podzielić na:
1. Zabiegi z wykorzystaniem ciśnienia hydrostatycznego wody:
- kąpiele całkowite
- kąpiele częściowe
- kąpiele kinezyterapeutyczne
- kąpiele perełkowe
- kąpiele tlenowe
- kąpiele aromatyczne
- masaż podwodny

2. Zabiegi z wykorzystaniem ciśnienia strumienia wody:
- polewanie
- natryski stałe
- natryski ruchome

3. Zabiegi za pośrednictwem tkanin:
- zmywanie
- nacieranie
- zawijanie
- okłady
- kompresy[1]